# Paul Jausions
Dom Paul Ambroise Marie Jausions, né le 15 novembre 1834 à Rennes et mort le 9 septembre, 1870 à Vincennes (Indiana), est un moine bénédictin français, précurseur dans le domaine de la restauration du chant grégorien dès le milieu du XIXe siècle ainsi qu'auteur de quelques livres religieux.

## Biographie

### Formation
Fils d’Ambroise-Julien Jausions, imprimeur, et de Pauline Beuscher, Paul-Ambroise Jausions choisit le collège Saint-Sauveur de Redon pour sa formation. Puis, il entre dans la paroisse de Saint Jacut. En tant que jeune clerc du diocèse de Rennes, il étudie profondément le chant liturgique. À vrai dire, son père aussi connaît bien ce sujet, en imprimant les Principes élémentaires de musique et de plain-chant, suivis d'exemples pour faciliter l'intelligence de texte de Florent-Remi Moulin (Ambroise Jausions, Rennes, 2e édition, 1840),. Il est donc normal que le jeune Paul ait écrit une petite méthode pour l'exécution du chant liturgique. Quelqu'un de sa famille lui écrit le 20 novembre 1855 : « Pour le plain-chant, les religieuses de la Miséricorde en font une étude spéciale, aussi ta petite méthode me sera fort utile. ».

### Abbaye Saint-Pierre de Solesmes

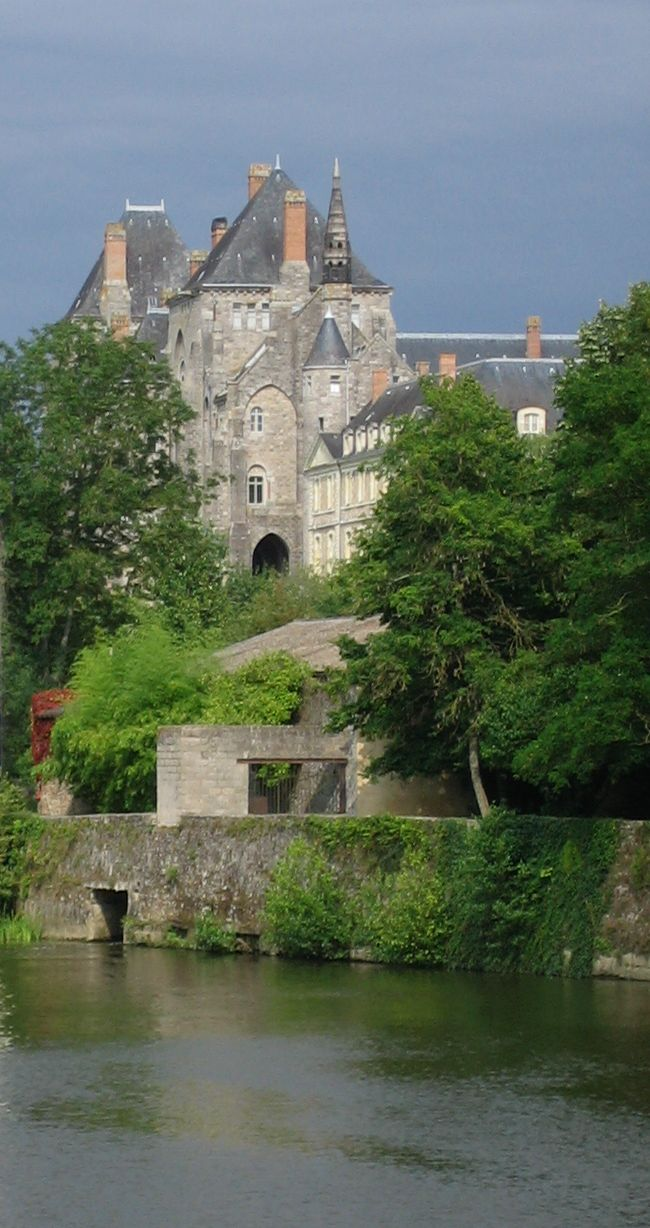
Abbaye Saint-Pierre de Solesmes.

Il reçoit le 26 octobre 1854 l'autorisation d'entrer comme novice dans l'abbaye bénédictine Saint-Pierre de Solesmes. L'abbé du monastère, Dom Prosper Guéranger, qui souhaite le rétablissement de la liturgie ancienne et authentique, lui livre ses impressions sur le chant, lors des célébrations de la Semaine sainte au Vatican en 1856 :

« J'ai beaucoup pensé à vous ces jours pendant les chants de la chapelle papale. Ils y mettent de l'afflonnement, je vous en réponds ... Il n'y a rien de pareil au monde, si ce n'est ... Saint-Pierre de Solesmes que ma pensée cherchait sans cesse au milieu de toutes ces pompes. Oh, quand reprendrons-nous nos recherches dans les bouquins ? »

Paul Jausions remet sa profession le 29 septembre 1856, puis est ordonné prêtre le 18 décembre 1858.

### Ses premières missions
Puis en 1859, il est chargé de donner, aux moines de Solesmes et aux hôtes de passage, des conférences sur le chant grégorien et spécialement sur la nature de l'accent tonique et son rôle dans l'exécution du chant. En années ultérieures, Paul Jausions se consacre donc intensivement à l'interprétation et à l'accent mis sur le chant grégorien, dans lequel il concentre essentiellement sur les études. Il est probable que Dom Jausions étudie les Scriptores ecclesiastici de musica sacra potissimum de Martin Gerbert, que l'abbaye possède depuis 1844, grâce au chanoine de la cathédrale du Mans, Augustin Gontier, ami de Dom Guéranger et instructeur du chant de cette abbaye.
De sorte que soient effectivement avancés les travaux de Dom Jausions, l'abbé de Solesmes invite un autre moine qui est capable d'étudier le chant liturgique ancien, Dom Joseph Pothier. Ce dernier arrive à Solesmes, le 1er février 1859.
Selon l'avis de son abbé, Dom Jausions commence à copier les manuscrits anciens, vers 1859. Ce qui est sûr, c'est la copie, effectuée en 1860, du processionnal anglais de Sainte-Édith de Wilton, du XIIIe au XIVe siècle, appelé dans le vieux Solesmes processionnal de Rollington.
Par Dom Guéranger, il est notamment chargé de préparer « la rédaction première de notre chant monastique », réalisée quelques années plus tard, en tant que Directorium chori. Dans cette optique, il est envoyé au Mans afin de consulter de nombreux anciens livres de chant. Envers et contre tout, il réussit à trouver ceux qui concernent. L'évêque du Mans l’autorise, de fait, à emporter vers Solesmes un précieux manuscrit du graduel romain du Maine, à condition que la durée ne dépasse pas six mois et que Dom Jausions lui rende strictement un reçu. Lorsqu'il est au Mans, celui-ci et le chanoine Gontier discutent profondément le sujet du chant liturgique, pour la première fois au 23 septembre 1860, puis du 16 octobre au 5 novembre.

### Bibliothèque d'Angers
À la suite des études approfondies, Dom Jausions et Dom Pothier concluent en 1862 qu'il faut consulter les neumes les plus anciens et sans ligne, afin de restaurer correctement le chant grégorien, même de nos jours, un des principes de la sémiologie grégorienne. C'est pourquoi Dom Jausions commence, cette année-là, à visiter régulièrement la Bibliothèque municipale d'Angers, en effectuant les transcriptions des manuscrits anciens, notamment celles du marunscit 91 attribué au Xe siècle [lire en ligne]. En 1862, il y séjourne du 4 au 12 avril, du 27 juin au 9 juillet ainsi que du 13 au 31 octobre. Il n'est pas certain qu'en 1863, il y soit, en raison de la préparation du livre de chant de son monastère.
À partir du 3 juin 1864, Dom Jausions est  à Angers. Cette fois-ci, il retourne à Paris, avant de rentrer à Solesmes le 20 juillet. Surtout, il trouve le 3 juillet à la Bibliothèque nationale de France un fac-similé important du Tonaire de Saint-Bénigne de Dijon en double notation, copié par Théodore Nisard en 1851.
Il s'occupe des manuscrits d'Angers, encore en 1865. Au moins, ce moine y retourne, le 6 mars, le 30 juin ainsi que le 27 octobre.
En continuant sa publication, Dom Jausions demeure, de nouveau, à Angers, du 8 au 25 mars 1866, en vue de la copie des graduels.
Effectivement fréquentée, la ville d'Angers devint lieu important de ce moine. De fait, quelques livres de cet auteur sont publiés dans cette ville.

### Directorium Chori
Dom Paul-Amboise Jausions est également l'auteur de plusieurs livres, mais préfère parfois rester anonyme.

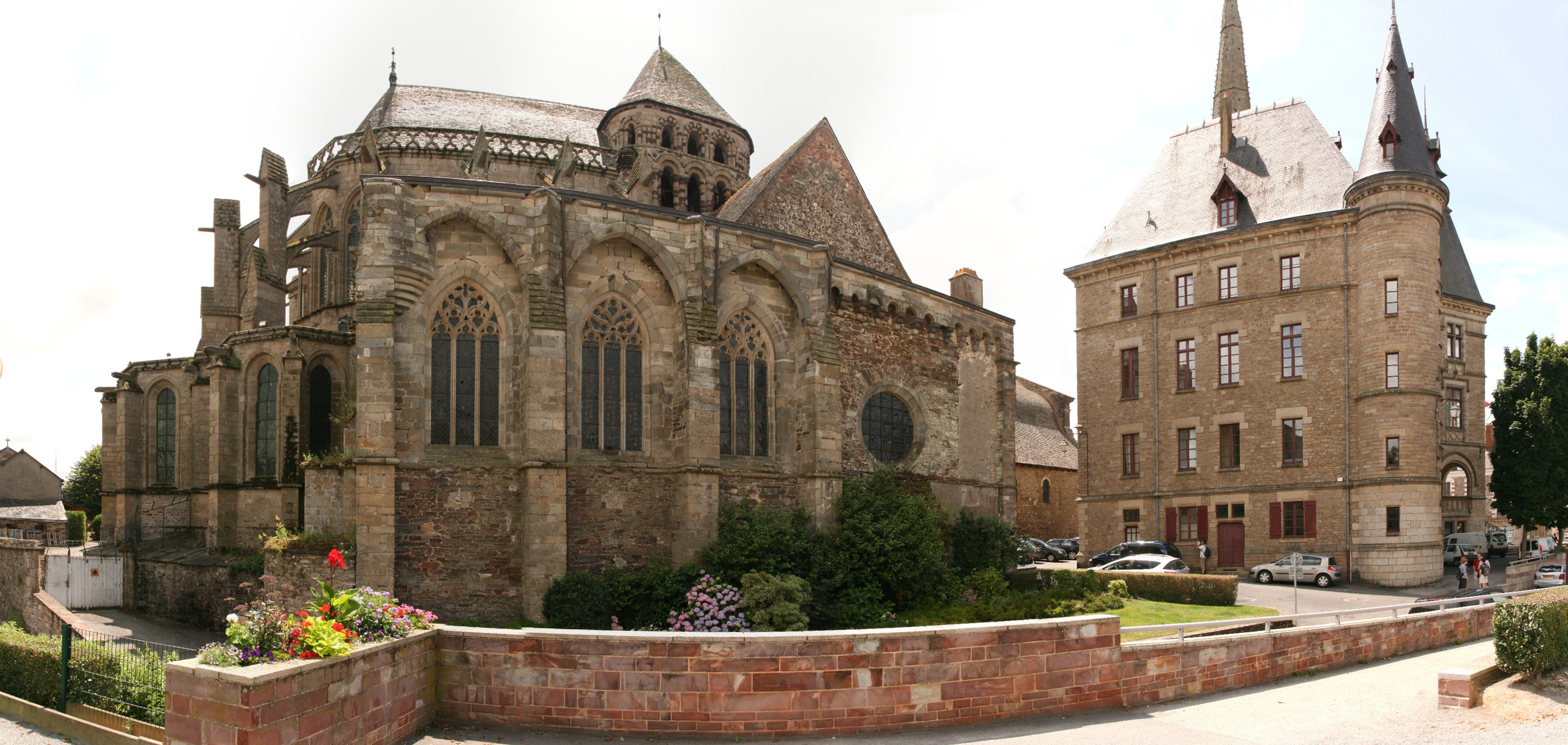
En 1864, cet ancien élève du collège Saint-Sauveur publia l'histoire de cette abbaye et de la ville de Redon.

Ses publications sont essentiellement effectuées au milieu des années 1860. Ainsi, la Bibliothèque nationale de France attribue l'auteur de l'Histoire abrégée de la Ville et de l'Abbaye de Redon, par un Prêtre, Ancien élève du Collège Saint-Sauveur sortie en 1864 à Paul Jausions [lire en ligne]. Ce livre est considéré comme une des œuvres les plus importantes de ce moine.
Lors de cette publication, le premier livre de chant important de Solesmes est aussi prêt. Aussi Dom Jausions fréquente-il à sa ville natale Rennes dès 1860, dans l'optique de son impression. Ce livre intitulé Directorium Chori est préparé par lui sous influence du chanoine Gontier, car ce dernier parle considérablement de cette œuvre en 1863. Il s'agit du livre de chant concernant les tons communs des messes et de l'office, avec les règles d'accentuation et de prononciation. Après quelques années d'amélioration et de correction adaptés aux manuscrits plus anciens, l'impression est effectuée à Rennes, chez Vatar en 1864. Toutefois, Dom Guéranger, collaborateur du livre, hésite à distribuer ce livre, en faisant le conserver à Rennes. Il est possible que l'abbé attend la publication du livre théorique dont le Directorium Chori aurait besoin, pour une pratique plus agréable. Mais, la vraie raison reste inconnue. Vers 1866, le stock du Directorium Chori est complètement perdu, à la suite de l’incendie de l'imprimerie Vatar, à l'exception de seuls quatre exemplaires, qui avaient été emportés auparavant en tant qu'exemples. Après cet événement dramatique, Solesmes ne fit imprimer ses notations qu'en 1883, à savoir le Liber gradualis.
En dépit de cette catastrophe, il continue ses propres publications. En 1866, Paul Jausions sort la Vie de l'abbé Carron chez Dauriol, à Paris. La première impression est effectuée en un volume, puis réimpression dans la même année, en deux tomes. Sa dernière publication est effectuée, en faveur de la restauration du sanctuaire de Glanfeuil, en 1868, intitulé Saint-Maur et le sanctuaire de Glanfeuil en Anjou [lire en ligne].
Par ailleurs, Dom Jausions soutient  également l'écriture du chanoine Gontier, par exemple, le Petit traité de la bonne prononciation de la langue latine préparé à Solesmes et publié à Paris en 1864. Il est probable que Dom Jausions et le chanoine Gontier répartissent leur connaissance, pour leurs publications.

### Voyages grégoriens
En 1866, les deux moines sont de nouveau chargés de se déplacer pour le chant grégorien. Alors que Dom Pothier demeure en Alsace en passant par Laon afin de chercher les manuscrits, Dom Jausions séjourne d'abord à l'abbaye Saint-Martin de Ligugé ainsi qu'au Petit séminaire de Saint-Gaultier, pour quelques sessions du chant. Puis, après être rentré à Solesmes, Paul Jausions repart vers l'abbaye Notre-Dame de Fontgombault, pas encore restaurée, puis demeure à Paris où il copie les manuscrits anciens dans les archives, notamment à la Bibliothèque Impériale. Les deux restaurateurs préparent ensemble un livre concernant la méthode de l'exécution du chant grégorien. Leur rédaction aurait été terminée à l'été 1867, selon des documents. Cependant, ce livre théorique, intitulé finalement Mélodies Grégoriennes, ne sort qu'en 1880, après le décès de Dom Jausions. Selon une lettre du chanoine Gontier, instructeur du chant liturgique de Solesmes, ce dernier et Dom Jausions restent prudents, en jugeant que la théorie présentée dans le manuscrit ne fut pas encore suffisante.
D'où, il est évident que les deux moines concentrent dorénavant sur la préparation des livres de chant, graduel et antiphonaire, en profitant de leur connaissance obtenue. Ainsi, Dom Jausions, étant à la bibliothèque municipale d'Angers, écrivit le 28 mars 1867 :

« Notre travail étant une restauration du texte d'après les manuscrits serait encore assez considérable si nous avions à volonté dans notre cellule à Solesmes les manuscrits dont nous avons besoin. ......... Ainsi je copie ici à la Bibliothèque publique deux Graduels, l'un du Xe, l'autre du XIIe siècle. Tous deux en sont maintenant aux dimanches après la Pentecôte (y compris les Saints, qui, dans ces manuscrits, sont intercalés dans le Propre du Temps). J'avance donc vers la fin, et à grands pas, mais, pour en venir là, il m'a fallu bien des voyages, ne passant que quelques jours à chaque fois. — Ainsi encore j'ai obtenu, à grand-peine, l'été dernier, à Paris, trois textes de l'Antiphonaire. Ils nous sont communiqués pour l'année ; mais comme nous ne pouvons les avoir que pour ce temps, nous nous hâtons de les transcrire ; et cette année, employée encore à nous procurer ainsi les documents, n'aura presque rien produit, directement au moins, pour notre travail définitif. Quand nous aurons tous nos matériaux, ces trois ou quatre Graduels, et autant d'Antiphonaires, notre travail marchera infiniment plus vite ; mais il faut en tout du temps et de la patience, et surtout en ceci. Vous savez aussi que nous avons, dom Pothier et moi, plusieurs autres occupations et empêchements. Nous faisons de nostre mieux, au milieu de tout cela ; mais nous ne pouvons faire l'impossible. »

En juillet, il complète la copie de ce manuscrit 91 d'Angers, qui est présentée à Dom Guéranger à la fête d'Assomption, après les sessions, de nouveau, à Ligugé, à Fontgombault et à Saint-Gaultier.
En 1868, ils terminent la rédaction du graduel. Encore faut-il préparer l'antiphonaire,. En juillet, Dom Jausions s'en va encore une fois à Paris, en faveur de plusieurs manuscrits. On dit parfois qu'il s'agit du fac-simile à la main du Tonaire de Saint-Bénigne de Dijon, effectué en 1851 par Théodore Nisard et accueilli auprès de la Bibliothèque Impériale. Certes, le Liber gradualis sorti en 1883 en profite. Cependant, il n'est pas certain que Dom Jausions l'ait copié en 1868,.

### Vers Vincennes, dernier voyage

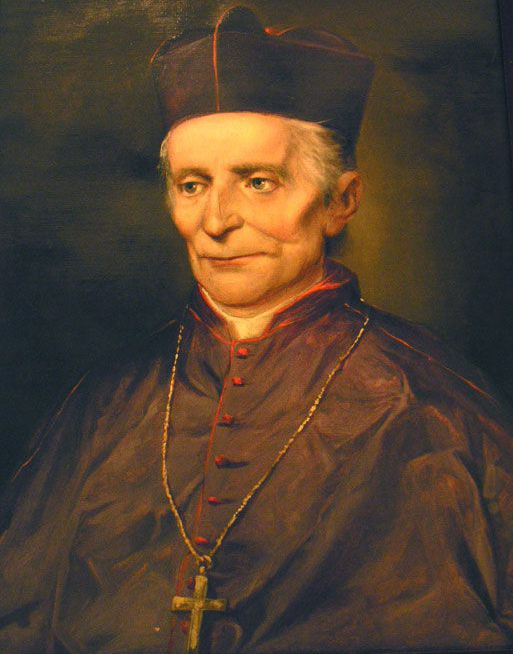
Simon Bruté de Rémur, premier évêque de Vincennes. Dom Jausions y mourut en 1870, avant d'écrire la biographie de son oncle.

Puis, ce moine décide de traverser l'Océan Atlantique, afin d'écrire une biographie de l'un de ses oncles Simon Bruté de Rémur,. En 1869, il arrive donc aux États-Unis, à Vincennes où l'évêque de Rémur avait fondé son église épiscopale.
Il décède brutalement en 1870 dans cette ville, Vincennes, avant de rentrer en France, le 9 septembre. Dom Jausions est inhumé dans son abbaye Saint-Pierre de Solesmes, vraisemblablement le 3 octobre.

« Dom Jausions s'appliqua avec une rare persévérance à l'examen des problèmes que soulèvent l'histoire et l'exécution du chant grégorien. »

— Notice nécrologique dans la Semaine religieuse du diocèse de Rennes, n° 46, le 16 septempbre 1871, p. 725

## Publication
- Directorium chori, Imprimerie Vatar, Rennes 1864 ; perdu à cause de l'incendie de l'imprimerie avant l'usage[c 21]
- Histoire abrégée de la Ville et de l'Abbaye de Redon, par un Prêtre, ancien élève du Collège Saint-Sauveur, Libraires Mesdemoiselles Thorel, Redon 1864, 396 p. [lire en ligne]
- Redon, Description de la ville et de ses principaux monuments avec un précis historique, Libraires Mesdemoiselles Thorel, Redon 1865[11]
- Le Petit office de la B. V. Marie, avec une traduction nouvelle et un commentaire en forme de médiations, E. Barassé, Angers 1865[2],[c 33]
- Vie de l'abbé Carron, Dauriol, Paris 1866[c 22]
- Saint Maur et le sanctuaire de Glanfeuil en Anjou, — Se vend au profit de l'œuvre de la restauration du sanctuaire de Saint-Maur, Imprimerie P. Lachèse, Belleuvre et Dolbeau, Angers 1868, 224 p. [lire en ligne]